# دوئل (فیلم ۱۹۵۷)
دوئل (روسی: Поединок) یک فیلم درام روسی به کارگردانی ولادیمیر پتروف است که در سال ۱۹۵۷ منتشر شد.

## بازیگران
- ایرینا اسکوبتسوا
- لئونید پارخامنکو
- پاول پاولنکو
- یوگنی یوستیگنیف